# Теразини
Теразѝни (на италиански и на сицилиански Terrasini) е пристанищен град и община в Южна Италия, провинция Палермо, автономен регион и остров Сицилия. Разположен е на брега на Тиренско море. Населението на общината е 11 838 души (към 2012 г.).